# Boris Budayev
Boris Dugdanowitsch Budajew bzw. usbekisch Boris Budayev (* 27. Juli 1957 in Soel, Burjatien) ist ein ehemaliger Ringer, der für die Sowjetunion, die Gemeinschaft Unabhängiger Staaten (GUS) und für Usbekistan startete. Er war Weltmeister 1989 und Europameister 1982 im freien Stil im Leichtgewicht.

## Werdegang
Boris Budajew, ein Usbeke aus Taschkent, begann als Jugendlicher mit dem Ringen und wurde von seinem Trainer Kosar Alijewitsch zielstrebig in die Weltelite der Freistilringer geführt. 1978 machte er in der UdSSR durch einen 6. Platz bei den sowjetischen Meisterschaften im Leichtgewicht erstmals auf sich aufmerksam. Seinen ersten großen internationalen Erfolg feierte er, als er im Jahre 1979 in Ulaanbaatar Junioren-Weltmeister (Espoirs = Altersgruppe bis zum 20. Lebensjahr) im freien Stil im Leichtgewicht vor dem einheimischen Ringer Bujandelgeriin Bold wurde.
Die weitere sportliche Laufbahn von Boris Budajew war davon geprägt, dass er ab 1983 in der Sowjetunion in seiner Gewichtsklasse im Schatten von Arsen Fadsajew, einem absoluten Weltklassemann stand, den er nicht besiegen konnte. Da dieser auch noch sehr ehrgeizig war und bis 1992 kaum eine internationale Meisterschaft ausließ und in der Sowjetunion auch noch andere Weltklasseringer in der Gewichtsklasse von Boris Budajew vorhanden waren, es seien nur Saipulla Absaidow, Michail Tscharatschura und Wadim Bogijew genannt, kam dieser nur zu wenigen internationalen Einsätzen. Wenn er dann aber am Start war, zeigte er immer hervorragende Leistungen.
So wurde er im Jahre 1982 in Warna Europameister im freien Stil im Leichtgewicht vor dem Ungarn Zoltán Szalontai und dem Bulgaren Iwan Jankow. Nach diesem Sieg musste er eine siebenjährige Pause hinnehmen, bis er 1989 in Martigny wieder bei einer internationalen Meisterschaft eingesetzt wurde. Diese Startmöglichkeit ergab sich daraus, dass Arsen Fadsajew in diesem Jahr ausnahmsweise eine Gewichtsklasse höher, also im Weltergewicht startete. Auch in Martigny enttäuschte Boris Budajew nicht und wurde vor dem Japaner Kōsei Akaishi und dem deutschen Meister Ahmet Çakıcı Weltmeister.
1992 startete Boris Budajew für die GUS bei der Europameisterschaft in Kaposvár. Im Endkampf um den Europameistertitel stand er dabei dem Deutschen Georg Schwabenland gegenüber. Obwohl er kurz vor Beendigung dieses Kampfes noch mit 4:1 Punkten führte, musste er sich Schwabenland in der Schlussminute noch mit 4:6 Punkten geschlagen geben und wurde deshalb "nur" Vize-Europameister.
Schließlich startete Boris Budajew für Usbekistan auch noch bei der Weltmeisterschaft 1995 in Atlanta/USA, kam dort aber nur mehr auf den 6. Platz. Im Jahre 1996 wollte Boris Budajew seine internationale Ringerlaufbahn bei den Olympischen Spielen in Atlanta, wieder für Usbekistan startend, beschließen. Dabei machte ihm ausgerechnet erneut Arsen Fadsajew einen Strich durch die Rechnung, denn nach vierjähriger Wettkampfpause, wollte dieser, der während seiner ganzen Laufbahn immer für Russland gestartet war, plötzlich ebenfalls für Usbekistan im Leichtgewicht in Atlanta starten. Der usbekische Ringerverband entschied sich dann für Arsen Fadsajew und Boris Budajew musste im Weltergewicht starten. Ausgleichende Gerechtigkeit: Fadsejew belegte bei den Olympischen Spielen in Atlanta nur den 13. Platz.
Boris Budajew ist heute als Ringertrainer in Taschkent tätig.

## Internationale Erfolge
(WM = Weltmeisterschaft, EM = Europameisterschaft, F = freier Stil, Le = Leichtgewicht, damals bis 68 kg Körpergewicht)
- 1979, 1. Platz, Junioren-WM (Espoirs) in Ulaanbaatar, F, Le, vor Bujandelgeriin Bold, Mongolei, C, Frizzel, USA, Zweten Zwetanow, Bulgarien und R. Hüning, DDR;
- 1981, 3. Platz, Universiade in Bukarest, F, Le, hinter Raul Cascaret Fonseca, Kuba und You In-tak, Südkorea und vor Tom Nugent, USA und Iktay Aktas, Türkei;
- 1982, 1. Platz, EM in Warna, F, Le, vor Zoltán Szalontai, Ungarn, Iwan Jankow, Bulgarien, Uwe Mauksch, DDR, Jukka Rauhala, Finnland und Georgios Athanasiadis, Griechenland;
- 1988, 2. Platz, Großer Preis der Bundesrepublik Deutschland, F, Le, hinter Arsen Fadsajew, UdSSR und vor Kōsei Akaishi, Japan, Zoltán Szalontai, Ungarn und Alexander Leipold, BRD;
- 1989, 1. Platz, WM in Martigny, F, Le, vor Kosei Akaishi, Ahmet Çakıcı, BRD, Rahmi Harunoğlu, Türkei, Ali Reza Khadem, Iran und Nikolai Kassabow, Bulgarien;
- 1990, 1. Platz, Grand Masters of Olympia Wrestling in Pittsburgh, F, Le, gemeinsam mit Arsen Fadsajew, vor John Giura und Nate Carr, bde. USA;
- 1991, 5. Platz, World Cup in Toledo, F. Le, hinter John Giura, Chris Wilson, Kanada, Jesus E. Rodriguez Garzon, Kuba und Ko Young-Ho, Südkorea;
- 1992, 2. Platz, EM in Kaposvár, F, Le, hinter Georg Schwabenland, BRD und vor Walentin Gezow, Bulgarien, Kullo Koiv, Estland, Ludwig Küng, Schweiz und Josef Svajlenk, Tschechoslowakei;
- 1995, 1. Platz, Zentralasiatische Meisterschaft, F, We, vor Witali Wagin, Kasachstan, Almazbek Askarow, Kirgisistan, S. Kalandarow, Tadschikistan und Oleg Kadirow, Turkmenistan;
- 1995, 6. Platz, WM in Atlanta, F, Le, hinter Arajik Geworgjan, Armenien, Ali Akbar Fallah, Iran, Jesús E. Rodríguez Garzón, Kuba, Wadim Bogijew, Russland und Yüksel Sanli, Türkei;
- 1996, 1. Platz, Asiatische Meisterschaft in Xiaoshan/Volksrepublik China, F, Le, vor Hwang Song-Ho, Südkorea, Amir Tavokalian, Iran, Ahmad Al-Osta, Syrien und Ryusaburo Katsu, Japan;
- 1996, 12. Platz, OS in Atlanta, F, We, Sieger: Buwaissar Saitijew, Russland vor Park Jang-Soon, Südkorea und Takuya Ōta, Japan;
- 2001, 8. Platz, Asiatische Meisterschaft in Ulaanbaatar, F, We, Sieger: Mehdi Hajizadeh Jouibari, Iran vor Bujandelgeriin Batbajar, Mongolei und Kanihiko Obata, Japan